# إس-تي-إم 32
إس-تي-إم-32 (بالإنجليزية: STM32) هي عائلة من المتحكمات الدقيقة على الدوائر المتكاملة 32-بت من شركة «إس تي ميكروإلكترونكس» (STMicroelectronics) . يتم جمع دوائر الـ STM32 في سلسلة تعتمد على نفس معالج آرم32 ARM 32 بت: Cortex-M0 ، Cortex-M0+ ، Cortex-M3 ، Cortex-M4 ، Cortex-M7 ، Cortex-M33. داخليًا، يتكون كل مُتحكم دقيق من نواة معالج آرم وذاكرة فلاش وميضية وذاكرة الوصول العشوائي الثابتة وواجهة تصحيح الأخطاء والأجهزة الطرفية المختلفة.

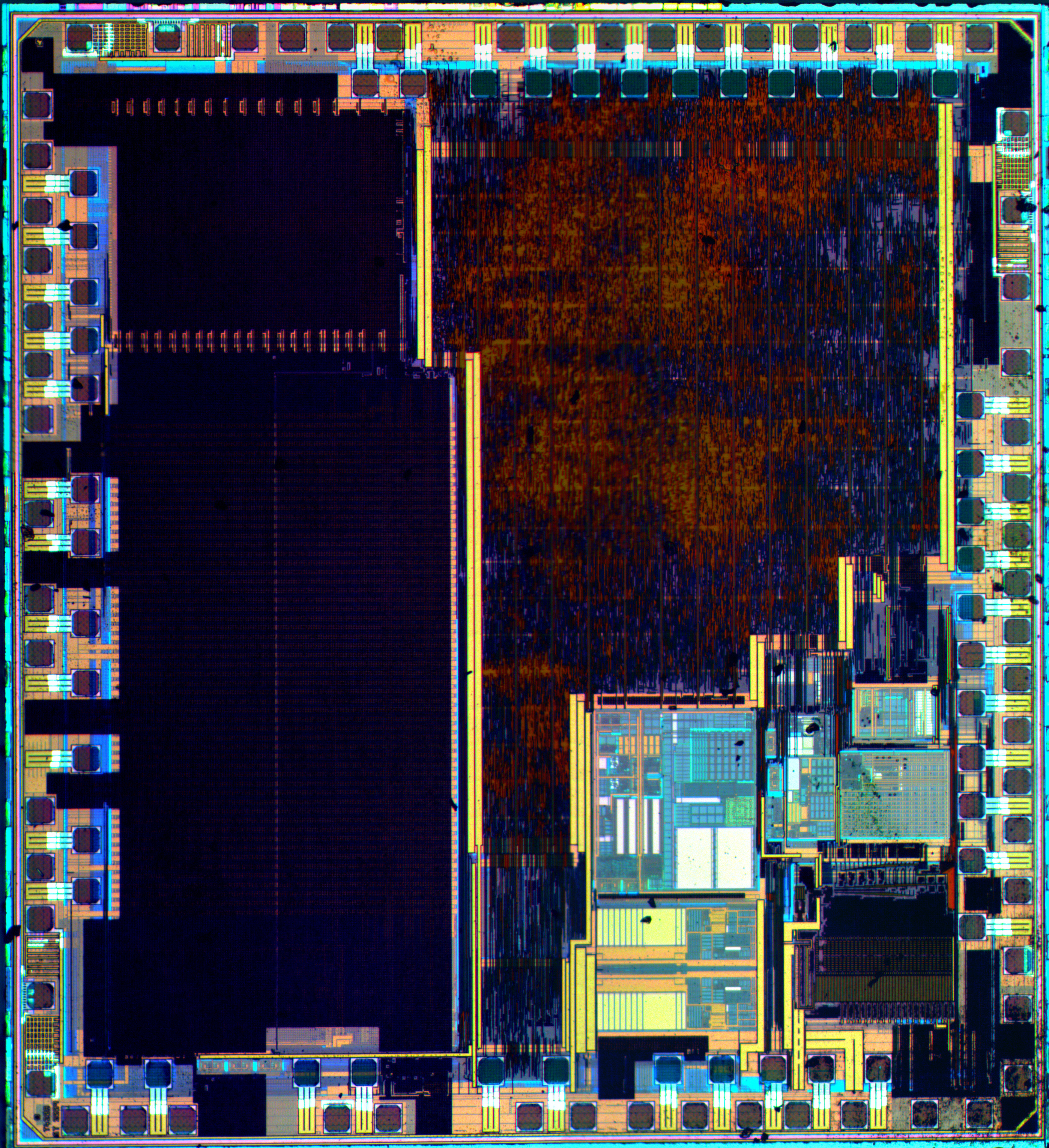
اسطمبة STM32F100C4T6B

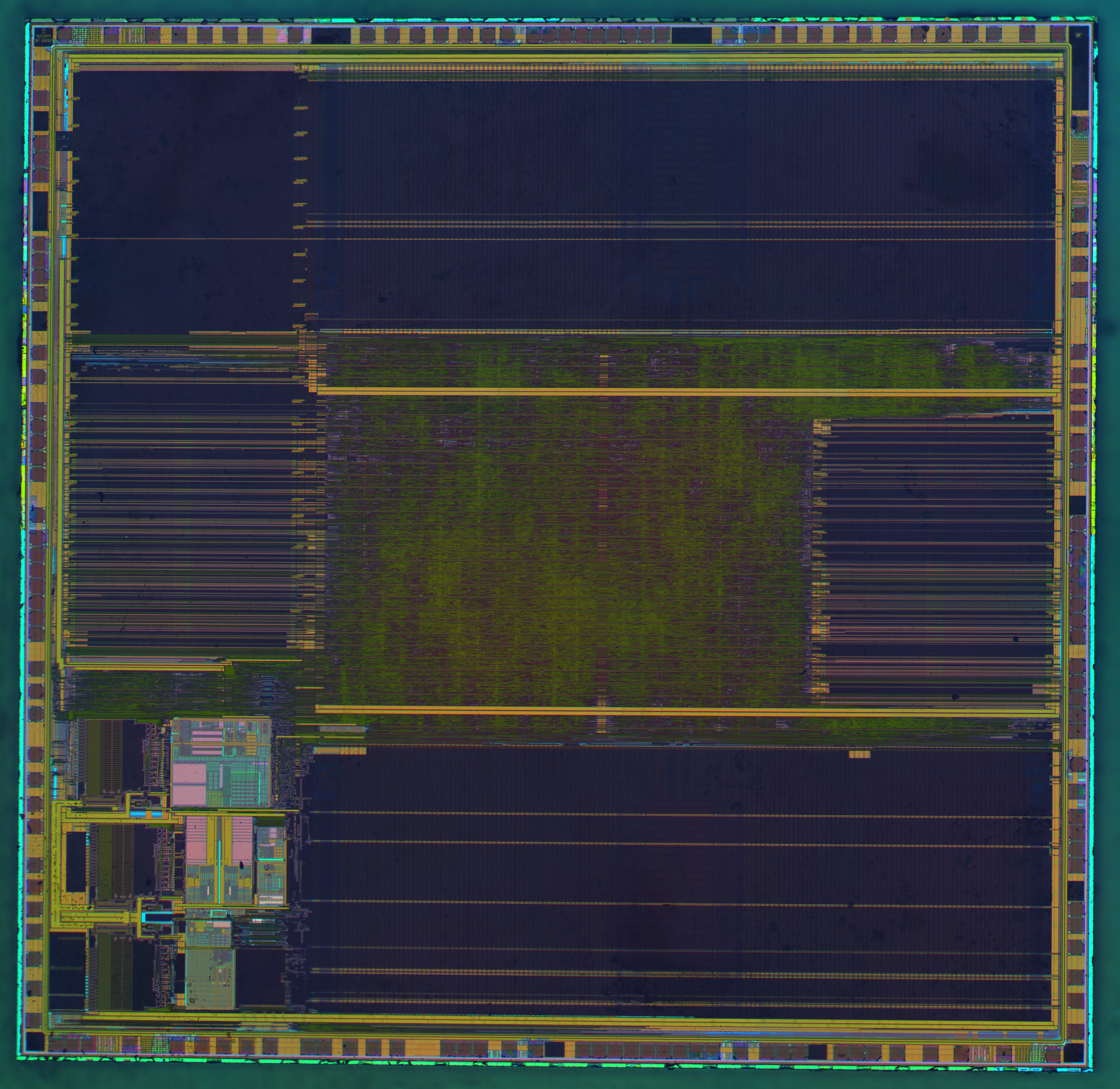
سطامبة STM32F103VGT6

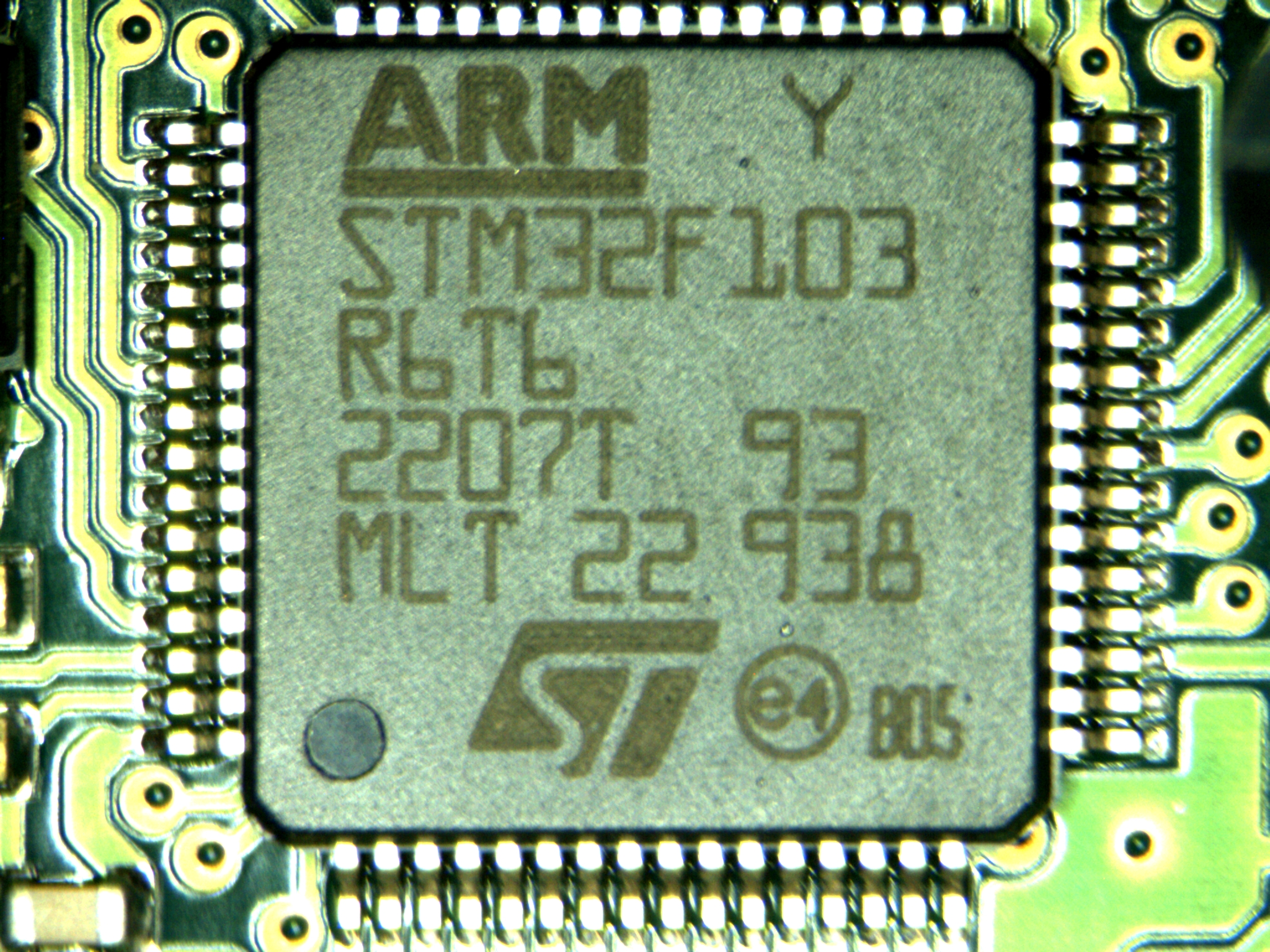
دائرة متكاملة نوع STM32F103

STM32 هي عائلة ARM الثالثة من شركة STMicroelectronics. وهو يتبع عائلة STR9 السابقة المبنية على نواة ARM9E ،  وعائلة STR7 المبنية على نواة ARM7TDMI .